# Acacia signata
Acacia signata är en ärtväxtart som beskrevs av Ferdinand von Mueller. Acacia signata ingår i släktet akacior, och familjen ärtväxter. Inga underarter finns listade i Catalogue of Life.